# المتحف الوطني السعودي

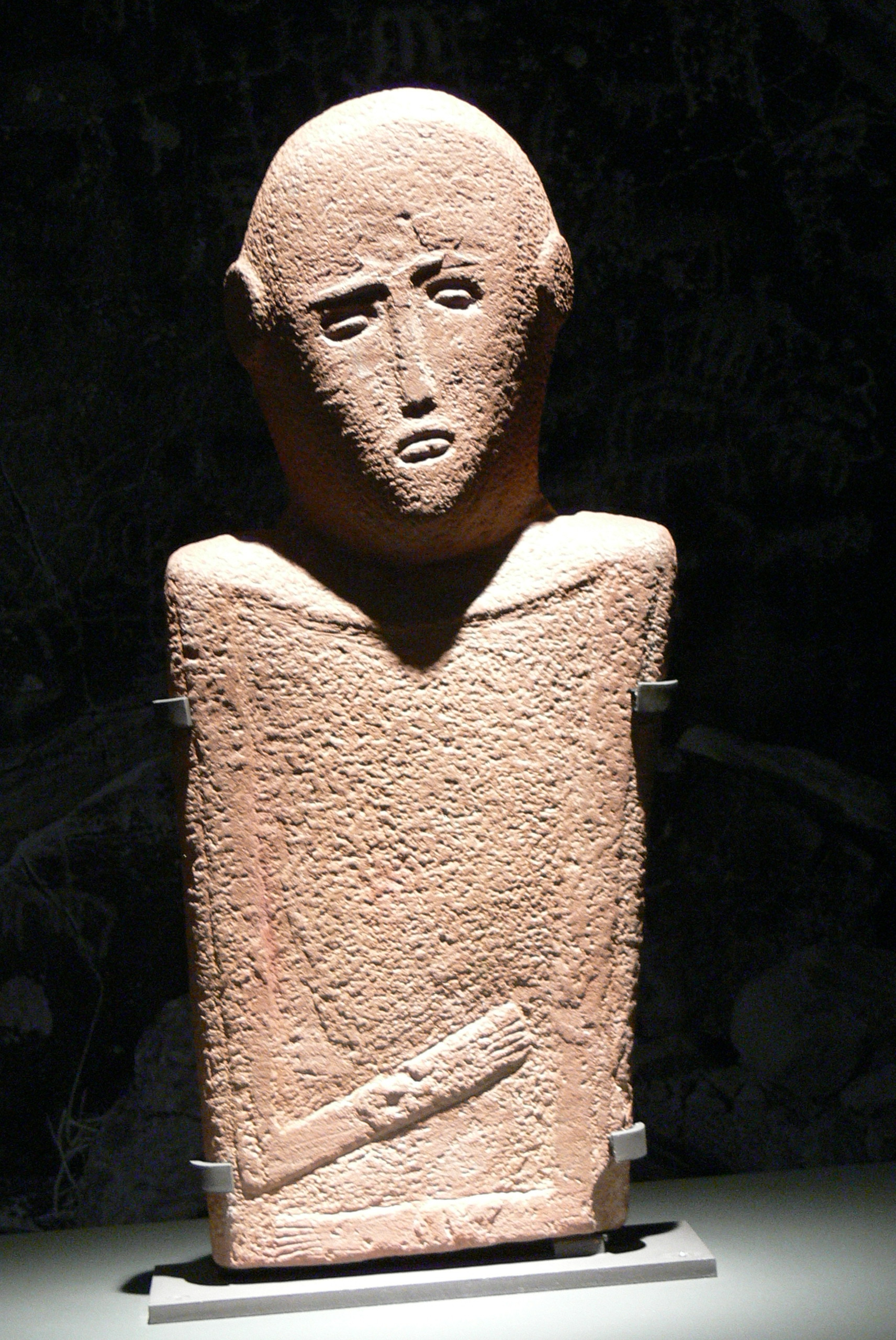
تمثال من نحو 3500 قبل الميلاد من المملكة العربية السعودية (من المتحف الوطني السعودي.

المتحف الوطني السعودي، هو متحف وطني ضخم في المملكة العربية السعودية. فُتح في 1999، ويقع في الجزء الشرقي من مركز الملك عبد العزيز التاريخي في الرياض. في حي المربع، وسط مدينة الرياض العاصمة، على أرض مساحتها 17000 متر مربع. يتكون المتحف من ثمان قاعات عرض، مقسمة بحسب موضوعات تطور شبه الجزيرة العربية الطبيعي، والإنساني، والثقافي، والسياسي، والديني حسب سيناريو العرض المتحفي، وصولا إلى تطور السعودية بأطوارها الثلاثة. ويبلغ عدد القطع المعروضة 3700 قطعة اثرية، وعدد الوسائل التصويرية 900 وسيلة، و45 اجمالي عدد الأفلام والمؤثرات الصوتية، بالإضافة إلى 45 مجسمًا. ويتميز المتحف بأن منهج معالجته وتفسيره للتاريخ البشري مستمد من الحقائق الثابتة التي يقدمها الإسلام عن أصل خلق الإنسان واستخلافه لعمارة الأرض، كما يهتم بإبراز ما يميز كل منطقة في المملكة مع الحرص على تنوع المعروضات وشموليتها في إطار الوحدة الجغرافية والثقافية.

## المتحف
المتحف الوطني كان جزء من «خطة المربع للتنمية» لإعادة صقل المنطقة المحيطة بقصر المربع القديم للاحتفالات السنوية بالسعودية. لذا حُدد وقت الانتهاء في 1999، تاركا 26 شهر فقط لإتمام بناء المتحف، مع إن خطة إنشاء هذا المتحف قد نُقشت منذ بداية الثمانينات.
قام المهندس المعماري رايموند مورياما بالتصميم، وقد أتته فكرة التصميم من ألوان وأشكال الكثبان الرملية للرمال الحمراء خارج الرياض. غرب الواجهة للمتحف تمثل المحيط الناعم للكثبان مع الحدود الخارجية التي تشكل هلال يشير إلى مكة. تتصل هذه الواجهة بردهة واسعة التي تتصل أيضاً بساحة أصغر والتي تفصل المتحف إلى شمال وجنوب. الجناح الشمالي يمثل فترة ما قبل الإسلام ويتصل بجسر مع الجناح الجنوبي الذي يعرض التاريخ الإسلامي. بالإضافة إلى وجود معرضين اثنين لإقامة المعارض الخاصة.
مبدأ المتاحف التعليمية وهذا بالذات مختلف قليلا من الفكرة التقليدية للمتاحف الكلاسيكية القديمة. فهي ببساطة تعرض نماذج من القطع الأثرية لا للتركيز عليها بل لهدف توضيح نقاط عامة حول مواضيع محددة.
فهناك العديد من القطع المشابهة للأصلية بالحجوم المختلفة بهدف التعليم والتثقيف حول التاريخ. فهناك تركيز أقل على القطع نفسها، وإنما التركيز ينصب حول ما تمثله هذه القطع.

## أهداف المتحف
- ليكون معلماً وطنياً على مستوى المملكة العربية السعودية.
- حتى يقوم بدور فعال في إثراء مسيرة التعليم والتوعية الثقافية مما يسهم في تنمية الشعور بالانتماء لحضارة عريقة.
- حرص المتحف على توفير بيئة تعليمية لشريحة الزائرين من العامة كالأطفال، والأُسر، والباحثين، والمختصين.
- تدعيم المتحف رسالته التعليمية بالمساهمة الحفاظ على القطع التراثية، وترميمها من جديد وحفظها، وإقامة المعارض التثقيفية لآثار الوطن.
- حرص المتحف على أن يكون مرجعاً لتاريخ الوطن حيث يجمع فيه الزائرين بين المتعة والفائدة.
- يساهم المتحف في ترابط المجتمع من خلال غرس روح الانتماء إلى رسالة الإسلام وحضارته، والتفكر في سنن الله في الكون وحياة البشر عبر السنين.[6]

## الغايات
- الرغبة في أن يكون مركزاً رئيسياً لخدمة الآثار والمتاحف في كافة أرجاء المملكة العربية السعودية.
- أن يعمل على تنظيم وتسجيل وحفظ التحف الأثرية، وما يجري اكتشافه مستقبلاً.
- إقامة معارض تثقيفية تعمل على عرض آثار شبه الجزيرة العربية، وإقامة معرضاً للعلوم والتقنية والتاريخ الطبيعي والفنون مما يُسهم ذلك في تطوير حضارة الوطن.
- أن يعمل على تقديم معروضات تجذب الزائر، مما يعطي المركز أهميته في منطقة الرياض.[7]

## صالات العرض
العروض منظمة ومقامة في ثمان صالات عرض.
- الإنسان والكون

تحوي هذه الصالة على جزء كبير من شهاب الذي وجد في صحراء الربع الخالي. وهناك العديد من النماذج المتفاعلة عن النظام الشمسي وجيولوجيا وجغرافيا لشبه الجزيرة العربية وعن الحياة النباتية هناك. وتنتهي هذه الصالة بالرجل من العصر الحجري.
- الممالك العربية

هذه الصالة تعرض الممالك القديمة، وخصوصا دلمون ومدين. و أيضاً تحوي الصالة مدن من هذه الممالك مثل الحمرا و دومة الجندل و غيرها. و أيضاً هناك عروض لممالك عربية متأخرة التي استوطنت في الأفلاج ونجران و عين زبيدة.
- عصر ماقبل الإسلام

هذه الصالة مجهزة خصيصاً لعصر الجاهلية وحتى فجر الإسلام. و مدن مثل مكة، جرش، خيبر. و أيضاً أسواق مثل عكاظ والمجاز و حبشة. و أيضا هذه الصالة تعرض العديد من الأمثلة لثورة النص وخط اليد.
- البعثة النبوية

هنا تعرض حياة ومهمة الرسول محمد. على أحد الجدران يوجد شجرة عائلة الرسول بتفاصيل دقيقة.
- الإسلام وشبه الجزيرة العربية

هذه الصالة تدور حول بداية الإسلام في المدينة وتاريخ ازدهار وسقوط الخلافة الإسلامية.
- الدولة السعودية الأولى والثانية

يعرض هنا تاريخ وثقافة الولايتين السعوديتين.
- توحيد المملكة

هذه الصالة تعرض كيف وحد الملك عبد العزيز البلاد.
- الحج والحرمان الشريفان

عرض ضخم لمجسم لمكة وما حولها.

## وصلات خارجية
- http://www.archnet.org/library/sites/one-site.jsp?site_id=4918
- المتحف الوطني على تويتر.
- المتحف الوطني  على فيسبوك.
- المتحف الوطني على إنستغرام